# Steve Gohouri
Steve Gohouri (8. februar 1981 i Abidjan, Elfenbenskysten - december 2015, Krefeld, Tyskland) er en ivoriansk fodboldspiller, der spiller som forsvarsspiller. Han står i øjeblikket uden kontrakt. Tidligere har han optrådt for en række europæiske klubber, senest BSC Young Boys i Schweiz, tyske Borussia Mönchengladbach og franske Paris Saint-Germain samt adskillige små andre klubber.

## Landshold
Gohouri har (pr. 29 februar 2012) spillet tretten kampe og scoret tre mål for Elfenbenskystens landshold, som han debuterede for i 2006. Han har repræsenteret sit land ved Africa Cup of Nations i 2008 og VM i 2010.